# Nocardia sputorum
Espèce
Nocardia sputorum est une espèce de bactéries gram positives de la famille des Nocardiaceae qui a été identifiée au Japon dans échantillons cliniques de crachats.

## Historique
Cette bactérie a été initialement décrite sur la base de deux souches isolées de prélèvements cliniques dans des crachats de patients.

## Description
Les souches bactériennes de cette espèce N. sputorum sont des actinomycètes non mobiles, aérobies à Gram positif. 
Les hydrolysats cellulaires totaux présentent des quantités d'acide meso-diaminopimélique, d'arabinose et de galactose caractéristiques des Nocardiaceae.
Elles possèdent un acide muramique de type N-glycolyl. La quinone isoprénoide majoritaire est la MK-8(H4, ω-cycl.) principaux lipides sont le diphosphatidylglycérol, le phosphatidyléthanolamine, le phosphatidylinositol et le phosphatidylinositol mannosides.

## Taxonomie
Le nom correct complet (avec auteur) de ce taxon est Nocardia sputorum Hamada et al. 2023,.
La souche type de cette espèce est la souche IFM 12276, déposée sous la référence NBRC 115477 et TBRC 17096 dans deux banques de cultures bactériennes. Une seconde souche, IFM 12275 a aussi été caractérisée lors de la description originale de la nouvelle espèce.

### Étymologie
L'étymologie du nom spécifique de N. sputorum est la suivante : spu.to’rum. L. neut. n. sputum, crachat; L. gen. neut. pl. n. sputorum, d'un crachat,.

### Phylogénie
L'analyse phylogénique de la séquence de l'ARN ribosomal 16S a permis de classer la souche IFM 12276 dans la famille Nocardiaceae et le genre Nocardia. Cette souche présente une similarité maximale de 99,6 % avec les espèces N. beijingensis et N. sputipour cette même séquence. Ensuite, la similarité de séquence reste élevée avec 99,3 % avec les espèces N. niwae et N. araoensis. Les acides mycoliques de cette espèce co-migrent avec ceux de l'espèce N. niwae mais l'espèce N. sputorum peut être différenciée de cette dernière et des autres espèces du genre Nocardia par un ensemble de caractéristiques chimiotaxonomiques.